# 镇靖镇
镇靖镇，是中华人民共和国陕西省榆林市靖边县下辖的一个乡镇级行政单位。
2015年，陕西省民政厅批复同意撤销镇靖乡，设立镇靖镇。

## 行政区划
镇靖镇下辖以下地区：
镇靖村、阳洼村、伙场坬村、大岔村、周湾村、显安村、芦西村、芦东村、狼卧沟村、榆沟村、枣刺梁村和五台村。